# Dixie Carter
Dixie Virginia Carter (McLemoresville, 25 maggio 1939 – Houston, 10 aprile 2010) è stata un'attrice statunitense.

## Biografia
Nata a McLemoresville, nel Tennessee,  trascorse i suoi primi anni a Memphis.  Frequentò il college alla University of Tennessee a Knoxville, a sud-ovest di Memphis (ora Rhodes College). Ottima studentessa, si laureò in Lingua inglese. A scuola era un membro della confraternita Delta Delta Delta. Nel 1959 partecipò al concorso Miss Tennessee, dove si classificò al primo posto.

## Carriera
Nel 1960 fece il suo debutto professionale in una produzione del Memphis Carousel. Nel 1963 si trasferì a New York City, dopo aver ottenuto una parte in una produzione di Shakespeare, The Winter's Tale. Rimase otto anni lontana dalle scene per tornare nel 1974, quando sostituì Nancy Pinkerton nella serie televisiva One Life to Live, poiché l'attrice era in maternità. Successivamente ottenne il ruolo di Olivia Brandeis "Brandy" Henderson nella soap opera Ai confini della notte, che andò in onda dal 1974 al 1976. La Carter accettò il ruolo nonostante si dicesse che una soap avrebbe avuto effetti negativi sulla sua carriera. Quando lasciò lo show nel 1976 si trasferì a Los Angeles per proseguire con ruoli più importanti.
Apparve in serie come Out of the Blue, Il mio amico Arnold e Filthy Rich, che le aprì la strada per il suo ruolo più famoso, quello di decoratrice di interni Julia Sugarbaker nel programma televisivo degli anni 80/90 Quattro donne in carriera. Hal Holbrook, marito della Carter, comparve spesso nella serie nel ruolo di Reese Watson, e le loro figlie, Ginna e Mary Dixie, apparvero come guest stars nel ruolo delle nipoti Jennifer e Camilla.
Dal 1999 al 2002 interpretò Randi King nella serie drammatica legale In tribunale con Lynn. Nel 2004 fece un'apparizione nella serie Law and Order: SVU, interpretando l'avvocato Denise Brockmorton nell'episodio intitolato Home.
Interpretò anche molti musical di Broadway. Nel 1976 fu Melba Snyder nell'opera Circle in the Square, revival di Pal Joey, e più recentemente la diva Maria Callas in Master Class di Terrence McNally, un ruolo creato da Zoe Caldwell. 
Nell'ultima parte della sua carriera, ritrovò la fama grazie al ruolo di Gloria Hodge in Desperate Housewives, guadagnandosi una candidatura agli Emmy per la sua interpretazione della suocera psicopatica di Bree van de Kamp, 
La Carter morì il 10 aprile 2010, a Houston, in Texas, per l'aggravarsi delle complicazioni di un cancro endometriale che le era stato diagnosticato pochi mesi prima.

## Vita privata
Nel 1967 sposò l'uomo d'affari Arthur Carter, da cui ebbe due figlie: Mary Dixie e Ginna, e da cui divorziò nel 1977. Nello stesso anno sposò l'attore George Hearn, da cui divorziò due anni dopo, nel 1979. Il 27 maggio 1984 sposò l'attore Hal Holbrook.
Nel 1996, la Carter pubblicò un libro di memorie intitolato Trying to Get to Heaven, nel quale parlò della vita con Hal Holbrook, di Quattro donne in carriera e delle operazioni di chirurgia plastica a cui si sottopose durante la sua carriera. Come altri colleghi, ammise di aver fatto uso dell'ormone HGH per le sue note proprietà anti-età.

## Filmografia

### Attrice
- Ai confini della notte (The Edge of Night) – soap opera (1974-1976)
- Mike Andros (The Andros Targets) – serie TV, episodio 1x01 (1977)
- The Doctors – soap opera, 4 episodi (1977)
- Out of the Blue – serie TV, 12 episodi (1979)
- Bret Maverick – serie TV, episodio 1x09 (1982)
- Il meglio del west (Best of the West) – serie TV, episodio 1x19 (1982)
- Quincy – serie TV, episodio 7x19 (1982)
- Ralph supermaxieroe (The Greatest American Hero) – serie TV, episodio 2x22 (1982)
- Lou Grant – serie TV, episodio 5x21 (1982)
- Il mio amico Arnold (Diff'rent Strokes) – serie TV, 27 episodi (1984-1985)
- Quattro donne in carriera (Designing Women) – serie TV, 163 episodi (1986-1993)
- Perry Mason: Serata con il morto (A Perry Mason Mystery: The Case of the Lethal Lifestyle), regia di Helaine Head – film TV (1994)
- Christy – serie TV, episodio 2x01 (1994)
- Un detective in corsia (Diagnosis: Murder) – serie TV, episodio 3x04 (1995)
- Sospettati di omicidio (Gone in the Night), regia di Bill L. Norton – film TV (1996)
- Fired Up – serie TV, episodi 2x01 e 2x09 (1997)
- In tribunale con Lynn (Family Law) – serie TV, 68 episodi (1999-2002)
- Law & Order - Unità vittime speciali (Law & Order: Special Victims Unit) – serie TV, episodio 5x16 (2004)
- Hope & Faith – serie TV, episodio 2x22 (2005)
- Desperate Housewives – serie TV, 7 episodi (2006-2007)
- Il nostro primo Natale (Our First Christmas), regia di Armand Mastroianni – film TV (2008)

### Doppiatrice
- I miei vicini Yamada (ホーホケキョとなりの山田くん), regia di Isao Takahata (1999)

## Doppiatrici italiane
Nelle versioni in italiano delle opere in cui ha recitato, Dixie Carter è stata doppiata da:
- Anna Teresa Eugeni in Quattro donne in carriera
- Alba Cardilli ne Il mio amico Arnold
- Serena Verdirosi ne In tribunale con Lynn
- Ada Maria Serra Zanetti in Desperate Housewives
- Angiola Baggi ne Il nostro primo Natale
- Vittoria Febbi in Sospettati di omicidio

Da doppiatrice è stata sostituita da
- Paila Pavese ne I miei vicini Yamada